# Viorica Cortez
Viorica Cortez (ur. 26 grudnia 1935 w Bucium) – rumuńska śpiewaczka operowa, mezzosopran.

## Życiorys
Ukończyła studia w konserwatorium w Jassach oraz w Akademii Muzycznej w Bukareszcie. Jeszcze w trakcie studiów śpiewała w chórze Filharmonii Bukareszteńskiej. Laureatka konkursu wokalnego w Tuluzie w 1964 roku. W 1965 roku zdobyła I nagrodę na Międzynarodowym Konkursie Wokalnym w ’s-Hertogenbosch, ex aequo z Ileaną Cotrubaș. Zadebiutowała na scenie w 1965 roku w Tuluzie jako Dalila w Samsonie i Dalili Camille’a Saint-Saënsa. Występowała jako solistka opery w Bukareszcie oraz na scenach zagranicznych. W 1968 roku wystąpiła w tytułowej roli w Carmen w Covent Garden Theatre w Londynie. Tą samą rolą debiutowała w 1971 roku w nowojorskiej Metropolitan Opera, gdzie występowała też jako Amneris w Aidzie i Azucena w Trubadurze. Do innych jej popisowych ról należały Eboli w Don Carlosie, Charlotta w Wertherze, Fenena w Nabucco.
W 1974 roku wystąpiła u boku Montserrat Caballé na deskach mediolańskiej La Scali, kreując rolę Adalgizy w Normie. W 1974 roku w Rouen kreowała rolę Kleopatry w prapremierowym przedstawieniu opery Emmanuela Bondeville’a Antoine et Cléopâtre. W 1985 roku wystąpiła w Lille we francuskiej premierze opery Zygmunta Krauzego Gwiazda.
Odznaczona została Orderem Gwiazdy Rumunii w stopniu wielkiego oficera (2000) oraz krzyżem kawalerskim Legii Honorowej (2021).